# J.F. Lindahls Tändsticksfabrik
J.F. Lindahls Tändsticksfabrik, eller Kalmar Nya Tändsticksfabrik, var ett tändsticksföretag i Kalmar, som grundades 1858  av Johan Fredrik Lindahl. Tändsticksfabriken låg vid hörnet Järnvägsgatan/Odengatan.
Grundaren J.F. Lindahl hade tidigare drivit en tändsticksfabrik i Gävle under ett år. Fabriken kallades också Kalmar Nya Tändsticksfabrik, medan Fredriksdahls Tändsticksfabrik kallades Kalmar Gamla Tändsticksfabrik. Fabriken brann ned 1870, men återuppbyggdes. Sonen Axel gick in i rörelsen 1879, varefter firmanamnet ändrades till J.F. Lindahl & Son. 
År 1887 såldes J.F. Lindahls Tändsticksfabrik till Swedish Match Company Ltd. Detta företag gick i konkurs 1889, men tillverkningen i fabriken drevs vidare. Den brann dock ned en andra gång 1893, varefter den inte återuppbyggdes, utan produktionen flyttades till Gustafsbergs Tändsticksfabrik